# John Silver (tobaksmärke)

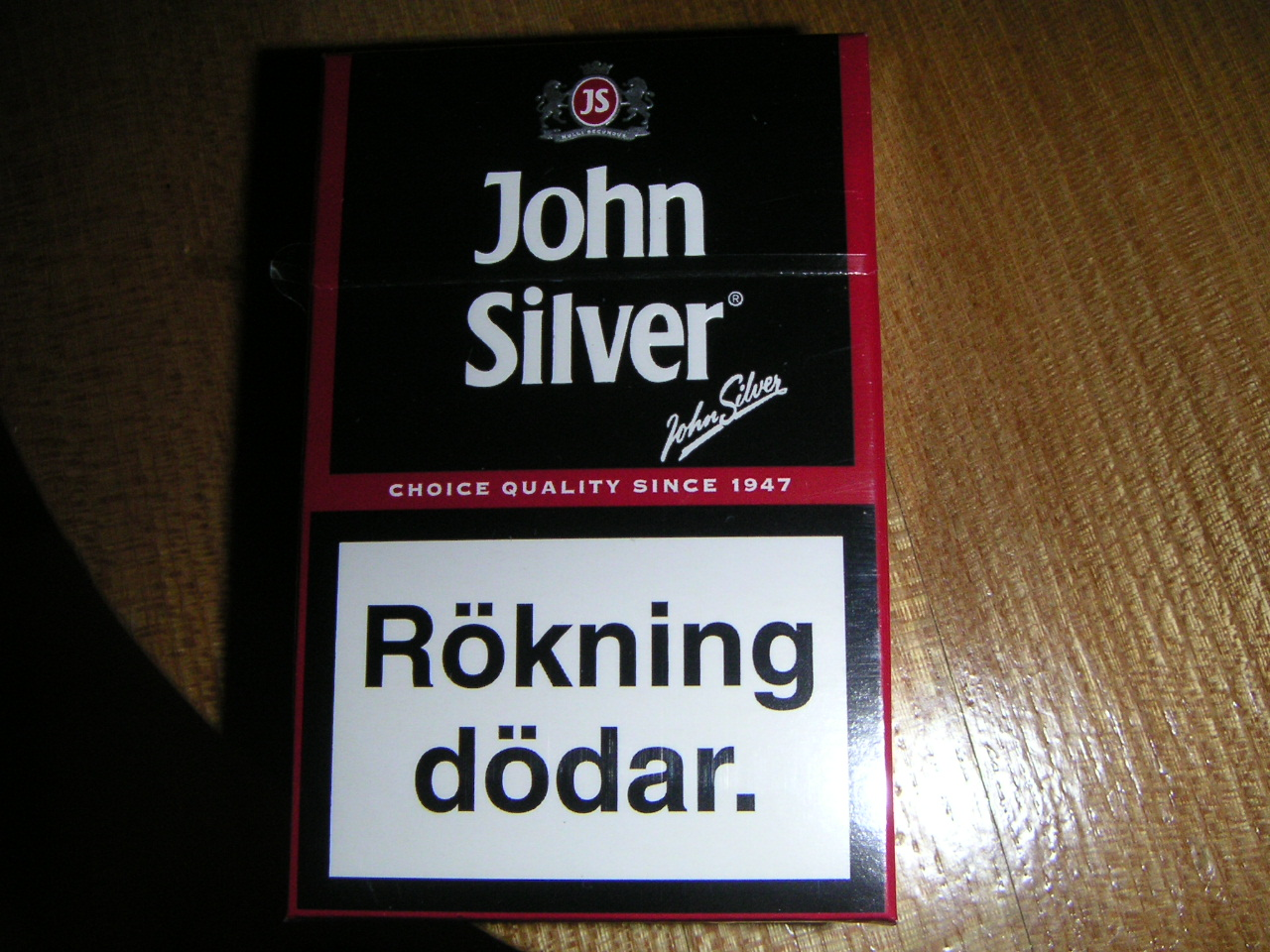
Ett paket John Silver-cigaretter

John Silver är ett svenskt tobaksmärke. Det lanserades 1947 av Tobaksmonopolet som en cigarett utan filter av amerikansk typ för att konkurrera med amerikanska märken som blivit populära efter andra världskriget. Det var den första "American blend-cigaretten" som tillverkades av ett svenskt tobaksbolag. Blandningen togs fram av William C. Bethea som anställdes av Tobaksmonopolet 1947. Cigaretten namngavs i en intern namntävling på Tobaksmonopolet och fick namnet av den fiktiva piraten Long John Silver från boken Skattkammarön. Efter ett år lades märket ner på grund av leveransproblem av den specificerade tobaken men den återlanserades 1952. År 1958 blev John Silver det största inhemska märket på den svenska marknaden. John Silver med filter kom 1966, och 1978 lanserades blandningen som rulltobak.
John Silver fanns även utan filter i mjukt paket.
Tobaksblandningen är av Virginia- och Burleytobak. År 1999 sålde Swedish Match varumärket till österrikiska Austria Tabak. Efter ytterligare uppköp inom tobaksindustrin är det sedan 2007 den japanska motsvarigheten Japan Tobacco Inc och deras svenska dotterbolag JTI Sweden som äger tobaksmärket.